# Улица Гоголя (Екатеринбург)
У́лица Го́голя (ранее Грязнухинская, Разгуляевская, с 1909 года — Гоголевская) — улица Екатеринбурга. Расположена между улицами Малышева и Куйбышева в Центральном жилом районе Екатеринбурга (Ленинский административный район), пересекает улицы Карла Маркса и Энгельса. Протяжённость улицы составляет около 820 м.

## История
Улица, относившаяся к Банной слободе, начала застраиваться в 1750-х годах в южном направлении от крепостного вала до Рязановской усадьбы. Имела вид овражистой деревенской улицы, спускалась под уклон к небольшой речке Малаховке, которая часто весной разливалась, затапливая часть улицы и образуя не просыхающую даже в жару грязь (от этого улица получила название Грязнухинская). В дальнейшем улица называлась Разгуляевской по названию находившегося неподалёку кабака «Разгуляй».
В XIX веке на улице находилось несколько доходных домов, имевших репутацию недорогого съёмного жилья. В доме № 9 в 1879 году жил тогда ещё начинающий писатель Д. Н. Мамин-Сибиряк, в нескольких домах в разное время снимал квартиру О. Е. Клер. Также на улице было несколько ремесленных и торговых лавок.
В 1909 году под влиянием общественности Разгуляевская улица получила название Гоголевской в честь 100-летия со дня рождения Н. В. Гоголя. По другим данным, улица была переименована в 1902 году в честь 50-летия со дня смерти писателя. В 1919 году улица была переименована в улицу Гоголя.
По состоянию на 2022 год, на улице находятся жилые и административные здания, памятники архитектуры, Римско-католический костёл Св. Анны, Екатеринбургская таможня, Управление вневедомственной охраны при УВД Екатеринбурга, генеральные консульства США, Великобритании, Венгрии и Чехии. Одноэтажная застройка сносится, уступая место многоэтажным жилым и офисным зданиям.

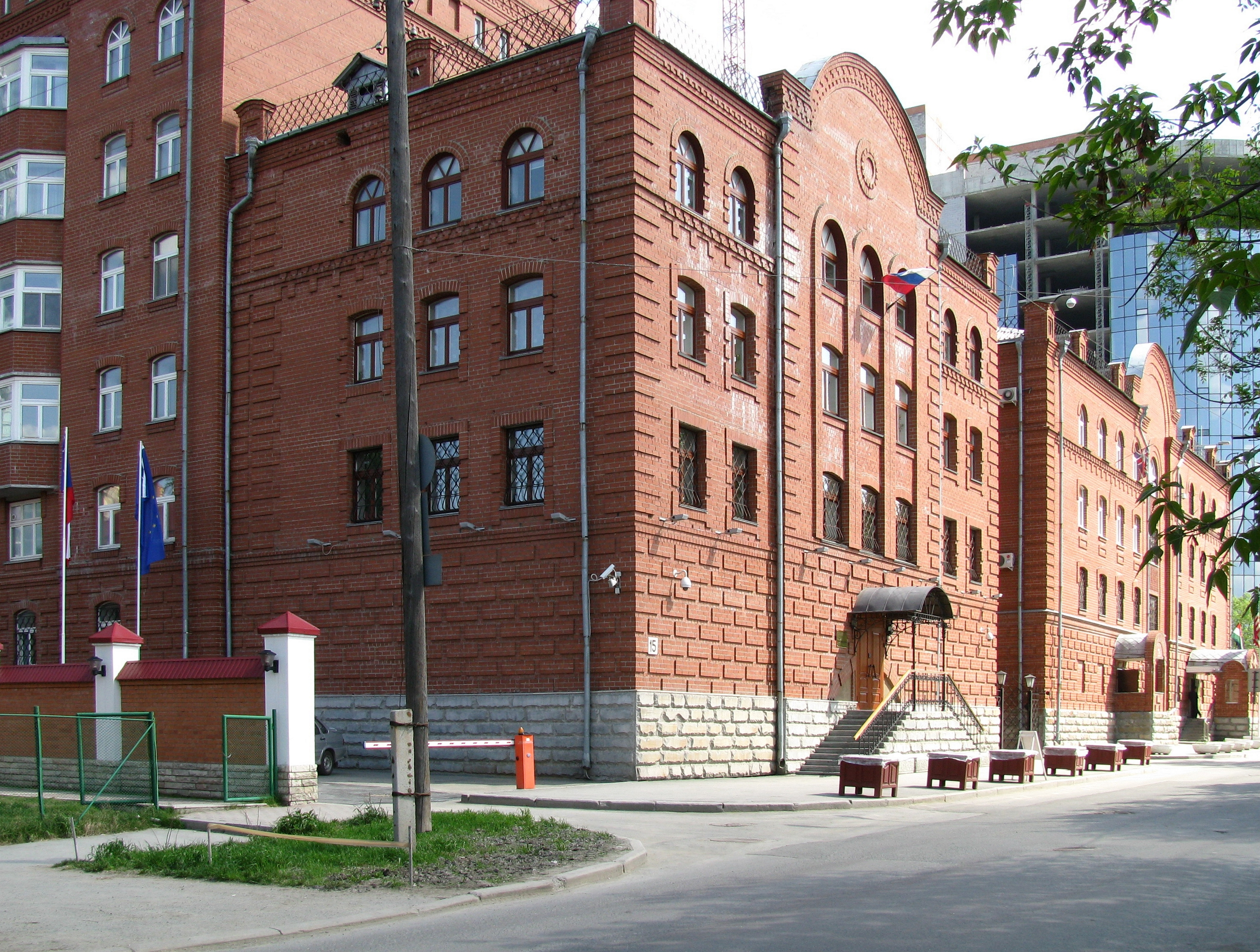
Здание консульств США и Великобритании
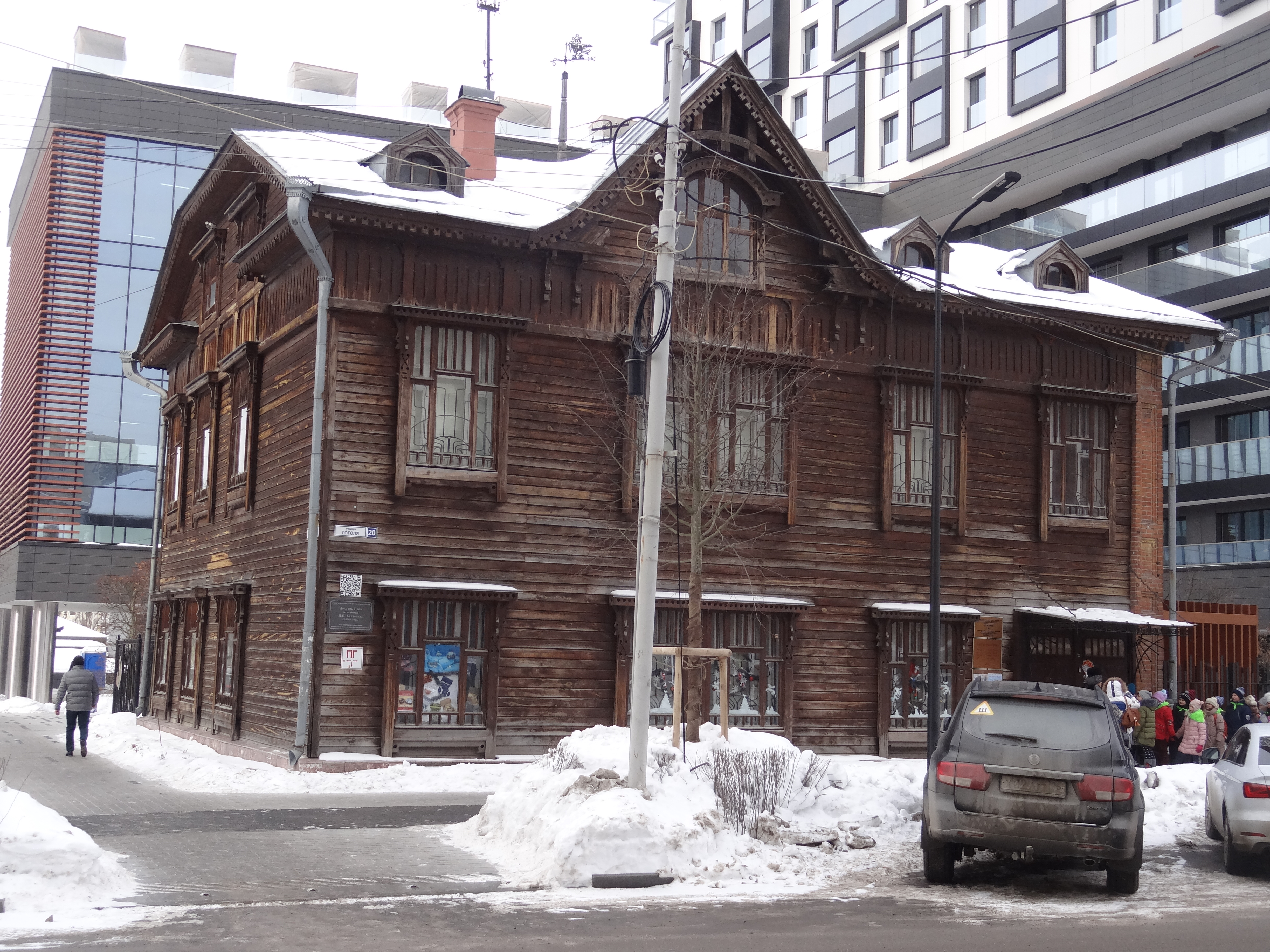
Доходный дом в стиле «а ля рюс» (дом № 20)
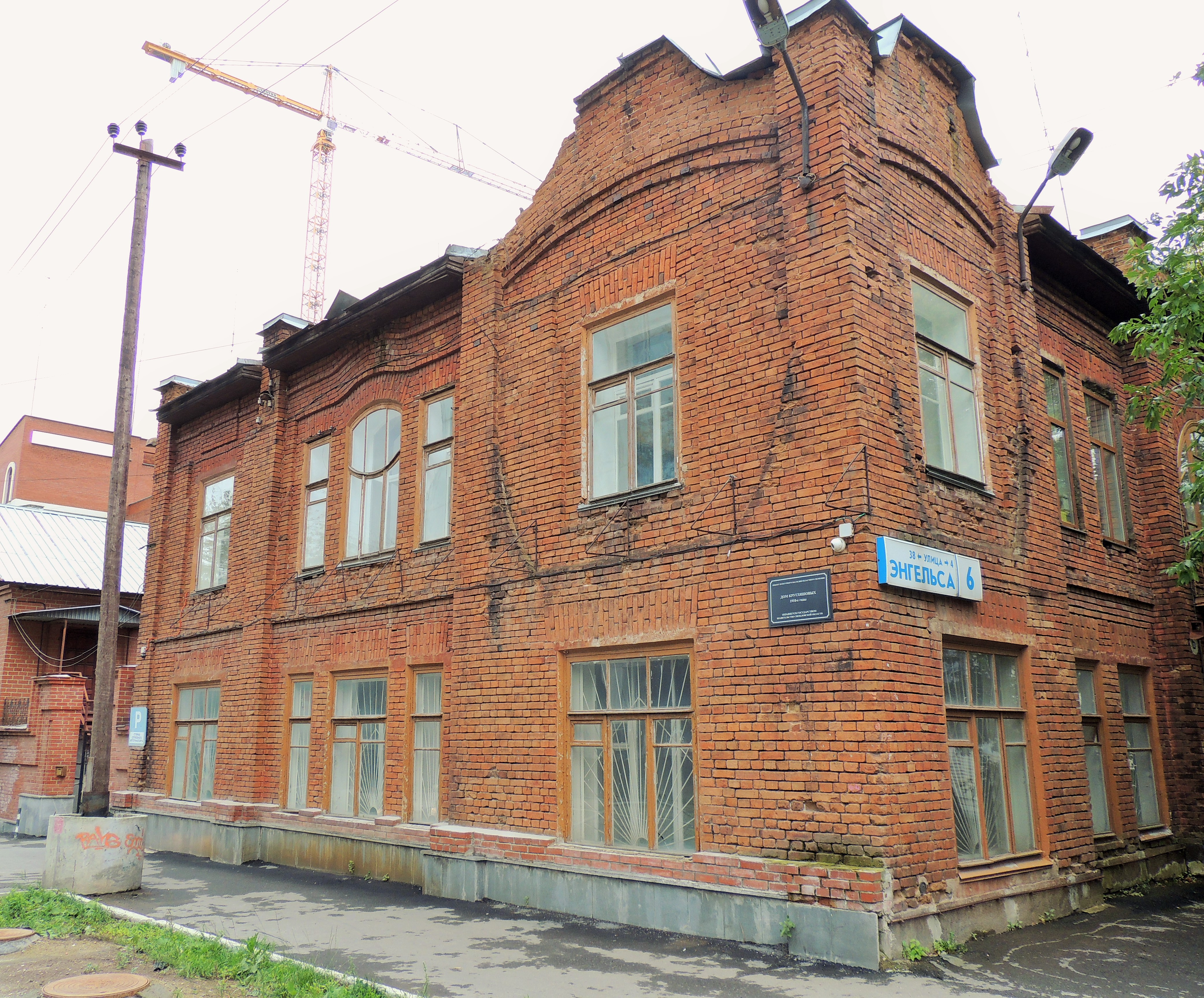
Двухэтажный особняк в стиле модерн (дом № 22)
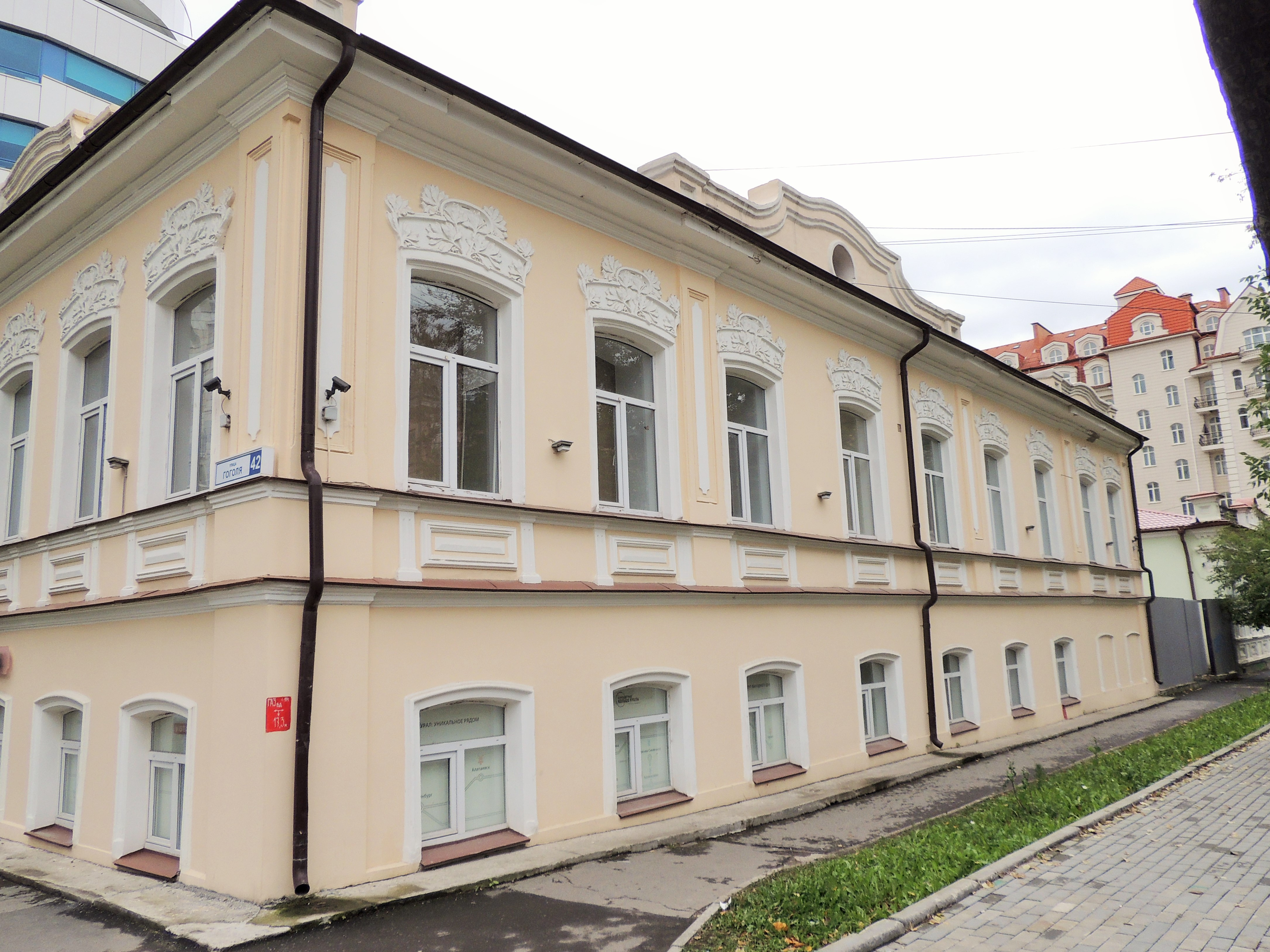
Усадьба Л. Ф. Рейнфельд (дом № 42)